# The Look of Love
"The Look of Love" é uma música da cantora estadunidense Madonna, incluída no álbum da trilha sonora do filme Who's That Girl (1987). Foi o terceiro e último lançamento do álbum e foi lançado em 25 de novembro de 1987 pela Sire Records. Enquanto filmava o filme, então chamado Slammer, Madonna havia solicitado que o produtor Patrick Leonard desenvolvesse uma música downtempo que capturasse a natureza de sua personalidade no cinema. Mais tarde, ela escreveu a letra e a melodia na faixa de fundo desenvolvida por Leonard, e a música se tornou "The Look of Love". Madonna também foi inspirada pela atuação do ator James Stewart no filme Rear Window de 1954 ao escrever a música.
Apresentando percussão em sua instrumentação, a música começa com uma linha de baixo de sintetizador baixo e uma faixa de acompanhamento lenta, seguida por Madonna cantando a letra. Criticamente apreciado como uma faixa assustadora e anotado como uma "jóia" no álbum, "The Look of Love" alcançou o top 10 das tabelas de países como Bélgica, Irlanda, Países Baixos e Reino Unido. Também chegou à Alemanha, França, e Suíça, alcançando o top 20 do Eurochart Hot 100 Singles. As únicas apresentações ao vivo de Madonna foram em sua turnê Who's That Girl World Tour, em 1987. Durante a apresentação, Madonna fingiu que estava perdida no palco, como sua personagem no filme.

## Antecedentes e desenvolvimento

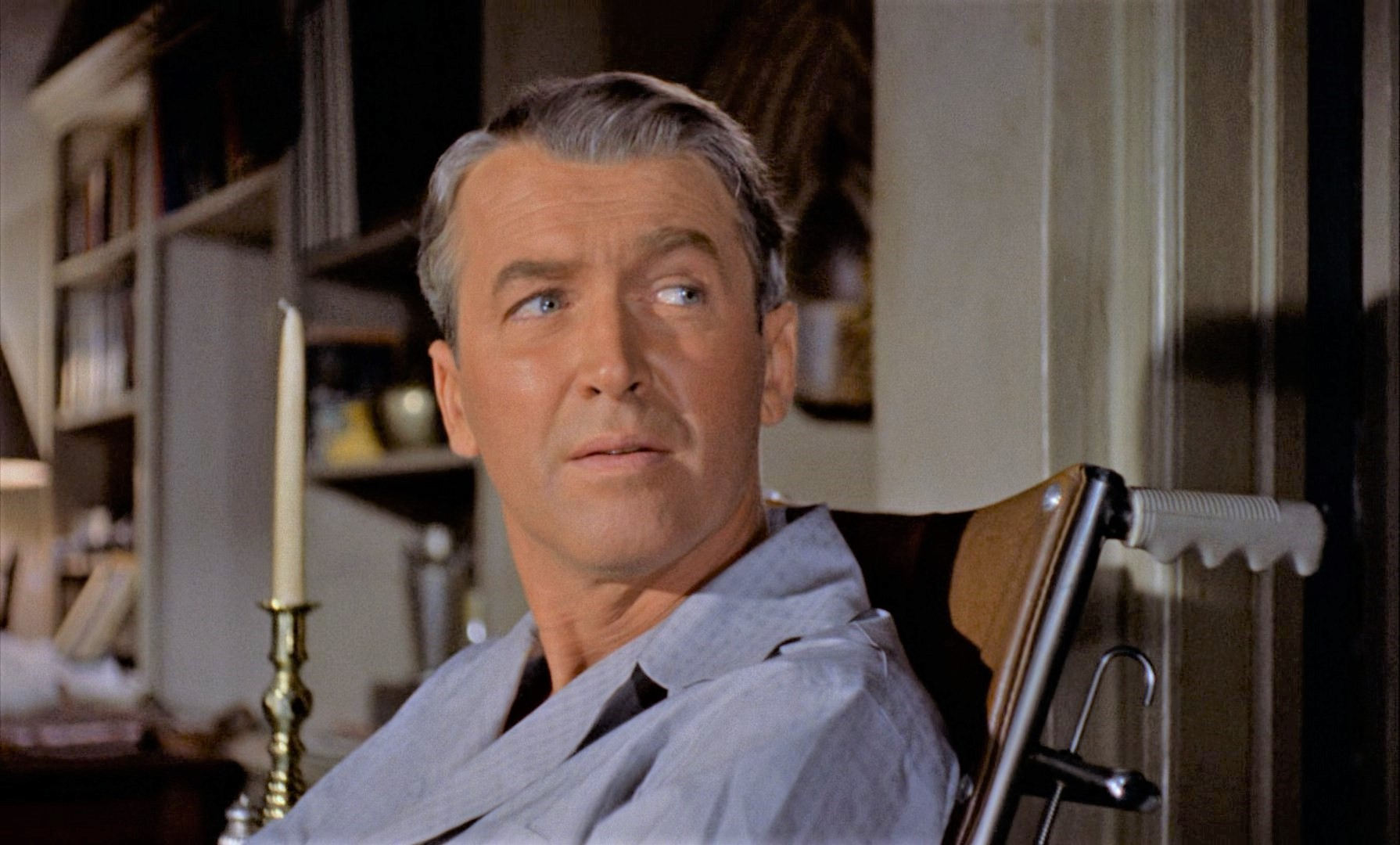
A atuação do ator James Stewart no filme Rear Window (1954) inspirou Madonna ao escrever "The Look of Love".

Em 1986, Madonna estava filmando seu terceiro filme Who's That Girl , conhecido na época como Slammer. Precisando de canções para a trilha sonora do filme, ela contactou Patrick Leonard e Stephen Bray, com quem tinha escrito e produzido seu terceiro álbum de estúdio True Blue, em 1986. Madonna explicou a eles que precisava de uma canção dançante e de uma canção lenta. Ela veio para o estúdio uma quinta-feira, enquanto Leonard desenvolvia o refrão das músicas. Ele entregou aquele cassete para Madonna, que foi para a sala dos fundos e terminou a melodia e a letra das músicas, enquanto Leonard trabalhou nas outras partes. A canção dançante desenvolvida foi "Who's That Girl", o primeiro single da trilha sonora, e a canção lenta, desenvolvida e escrito no dia seguinte, foi "The Look of Love". Madonna mais tarde mudou o nome do filme para Who's That Girl, ao invés de Slammer, considerando-o um título melhor. Em relação ao desenvolvimento das canções para o filme, Madonna explicou ainda

"Eu tinha algumas ideias muito específicas em mente, música que teria vida  própria bem como apoiaria e melhoraria o que estava acontecendo na tela e que a única maneira de tornar isso uma realidade era escrever as canções eu mesma. [...] As músicas não são necessariamente sobre Nikki [o nome de sua personagem no filme] ou foram  escritas para serem cantadas por alguém como ela, mas há um espírito nesta música que captura tanto o que o filme é quanto o que os personagens são, eu acho."

Madonna foi inspirada pelo olhar que o ator James Stewart deu à atriz Grace Kelly em 1954 no filme Janela Indiscreta. Madonna disse: "Eu não consigo descrevê-lo, mas essa é a maneira que eu quero que alguém olhe para mim quando me ama. É o olhar mais puro de amor e adoração. Tipo se entregar.  É devastador." "The Look of Love" foi lançado como o terceiro single da trilha sonora no Reino Unido, emalguns países europeus e no Japão. "I Know It", uma faixa do auto-intitulado álbum de estreia de Madonna, apareceu como lado B. Em 1989, a canção foi usada como lado-B para o lançamento do single de "Express Yourself".

## Composição
"The Look of Love" começa com uma baixa linha de baixo sintetizador e uma lenta faixa de fundo. Ele é seguido pelo som de percussão e uma nota de alta registo, contrastando com a linha do baixo. A música continua subindo até o último verso, o qual é apoiado pelo som de uma guitarra acústica. Um vocal de duas partes é encontrado na frase "No where to run, no place to hide".  De acordo com Rikky Rooksby , autor de The Complete Guide to the Music of Madonna, a voz de Madonna parece "expressiva" quando ela canta a frase "From the look of love" e pronuncia a palavra "look" no acorde de D menor presente por debaixo. A palavra é cantada em uma nota mais alta da escala musical, dando assim a impressão de qualidade de suspensão do acorde de nona menor, dissociando-a da harmonia das outras notas. A canção encontra-se na métrica de tempo comum, com um ritmo moderado de 80 batidas por minuto. É composta na chave de D menor, com a voz de Madonna estendendo-se entre as notas de o C5 a B♭3. "The Look of Love" tem uma sequência básica de C–Dm–Fm–B como sua progressão harmônica.

## Recepção

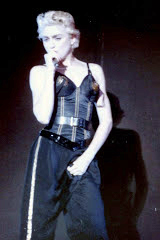
Madonna performando a canção em sua turnê Who's That Girl World Tour, 1987

### Crítica
Rooksby chamou a canção de "outra joia" do álbum, junto com "Causing a Commotion", e denotou-a como "uma faixa expressiva e suave." J. Randy Taraborrelli, autor de Madonna: Uma Biografia Íntima, comentou que "'The Look of Love' foi uma balada exótica." Don Shewey da Rolling Stone disse que a canção era "tão melancólica que iria deixar você pensando sobre onde sua vida está indo." John Evan Seery, autor de Political theory for mortals: shades of justice, images of death, comentou que a canção retrata "a disciplina do olhar" de Madonna. Brian Hadden da Time achou a música deprimente. Tiju Francis da Vibe escreveu: "para uma uma canção com um título tão comum, a versão de Madonna pelo menos oferece algo um pouco diferente. [ ...] 'The Look of Love' realmente soa como parte da trilha sonora – Madonna poderia muito bem estar cantando sobre o que antes era apenas a musica de fundo com sintetizador do  desenvolvimento do personagem mal-humorado aparentemente presentes em todos os filmes nos anos 80. [ ...] Mas a sensação de queima lenta significa que a canção é quatro minutos de pensamento não particularmente intenso que nunca chega a lugar algum – ao contrário de uma balada."

### Comercial
"The Look of Love" nunca foi lançado nos Estados Unidos e, portanto, não entrou nas tabelas da Billboard. No Reino Unido, "The Look of Love", foi lançado em 12 de dezembro de 1987, e entrou no UK Singles Chart no número 15. Na semana seguinte, ele atingiu o pico de posição nove na tabela, seu primeiro single a não entrar no top cinco desde "Lucky Star". A música esteve presente para um total de sete semanas na tabela. De acordo com a The Official Charts Company, "The Look of Love", vendeu 121.439 cópias no Reino Unido, até agosto de 2008. Na Alemanha, a canção estreou na Media Control Charts na posição 38 em 24 de Janeiro, 1988 e chegou ao seu pico de 34, na semana seguinte. Esteve presente por um total de sete semanas na tabela. Na Irlanda, a canção alcançou o top dez e chegou a posição seis. Pela Europa, a canção alcançou a posição nove na Bélgica, 23 na França, oito nos Países Baixos e 20 na Suíça. Na European Hot 100 Singles, a canção alcançou o lugar 17.

## Apresentações ao vivo
Madonna performou a música em sua turnê Who's That Girl World Tour, em 1987. Foi a sétima música do setlist. Madonna estava vestida de calças ouro lamé e um top sem mangas. Quando ela terminou a apresentação de "Causing a Commotion", os holofotes estavam focados nela. A música introdutória de "The Look of Love" começou e Madonna vagou pelo palco, fingindo que estava perdida. Ela queria retratar sua personagem Nikki em Who's That Girl, quando ela se perdeu em uma sequência semelhante no filme. Depois que ela terminou de cantar a música, Madonna fingiu seguir em frente empurrando o ar, quando correia um transportador a alevou-a para trás, finalmente, afastando-a do palco.

## Faixas e formatos
| Vinil de 7" alemão |                                      |         |  |
| N.º                | Título                               | Duração |  |
| 1.                 | "The Look of Love" (versão do álbum) | 4:01    |  |
| 2.                 | "I Know It" (versão do álbum)        | 4:12    |  |

| Vinil de 12" europeu / CD single alemão (1995) |                                |         |  |
| N.º                                            | Título                         | Duração |  |
| 1.                                             | "The Look of Love"             | 4:01    |  |
| 2.                                             | "I Know It"                    | 4:12    |  |
| 3.                                             | "Love Don't Live Here Anymore" | 5:09    |  |

## Créditos e equipe
- Madonna – compositora, vocais, produtora
- Patrick Leonard – compositor, produtor, mixagem de áudio
- Shep Pettibone – mixagem de áudio, produção adicional
- Junior Vasquez – engenheiro de mixagem, edição de áudio
- Steve Peck – engenheiro de mixagem
- Donna De Lory – vocais de apoio
- Niki Haris – vocais de apoio

Créditos adaptados do encarte do álbum.

## Desempenho nas tabelas musicais
| Tabela musical (1987)             | Melhor posição |
| --------------------------------- | -------------- |
| Alemanha (Offizielle Top 100)     | 34             |
| Bélgica (Ultratop de Flandres)    | 2              |
| Europa (European Hot 100 Singles) | 17             |
| França (SNEP)                     | 23             |
| Islândia (RÚV)                    | 15             |
| Irlanda (IRMA)                    | 6              |
| Países Baixos (Dutch Top 40)      | 12             |
| Países Baixos (Single Top 100)    | 8              |
| Reino Unido (UK Singles Chart)    | 9              |
| Suíça (Schweizer Hitparade)       | 20             |